# Penicillium roseopurpureum
Penicillium roseopurpureum är en svampart som beskrevs av Dierckx 1901. Penicillium roseopurpureum ingår i släktet Penicillium och familjen Trichocomaceae.   Inga underarter finns listade i Catalogue of Life.